# لئوپولدو نبیلی
 لئوپولدو نبیلی (انگلیسی: Leopoldo Nobili؛ زاده ۱۷۸۴ درگذشته ۱۷ اوت ۱۸۳۵) یک دانشمند اهل ایتالیا بود. 